# Jerzy Nowak (fizyk)
Jerzy Nowak (ur. 1942 r.) – polski fizyk. Absolwent Uniwersytetu Wrocławskiego. Od 2001 r. profesor na Wydziale Podstawowych Problemów Techniki Politechniki Wrocławskiej.